# رايموند يوجين بلامر
رايموند يوجين بلامر (بالإنجليزية: Raymond Eugene Plummer)‏ هو قاضي ومحامي أمريكي، ولد في 27 مارس 1913 في هارلان في الولايات المتحدة، وتوفي في 26 ديسمبر 1987.